# Latarnia morska San Juan de Salvamento
Latarnia morska San Juan de Salvamento – latarnia morska na Wyspie Stanów w archipelagu Ziemi Ognistej w Argentynie.
Pierwotna latarnia, uruchomiona w 1884 roku, była najstarszą w Argentynie. Zbudowano ją na północno-wschodnim skraju Wyspy Stanów, po zachodniej stronie zatoczki, będącej jednym z niewielu bezpiecznych kotwicowisk u tych wybrzeży. Działała przez 18 lat, w 1902 roku zastąpiła ją latarnia morska Año Nuevo na pobliskiej Isla Observatorio. Latarnia San Juan de Salvamento zainspirowała Juliusza Verne’a do napisania powieści „Latarnia na końcu świata”, od tytułu której wywodzi się przydomek latarni, stosowany do dziś (hiszp. Faro del Fin del Mundo). W 1998 roku fani twórczości Verne’a odbudowali latarnię, we współpracy z biurem hydrograficznym argentyńskiej marynarki wojennej.

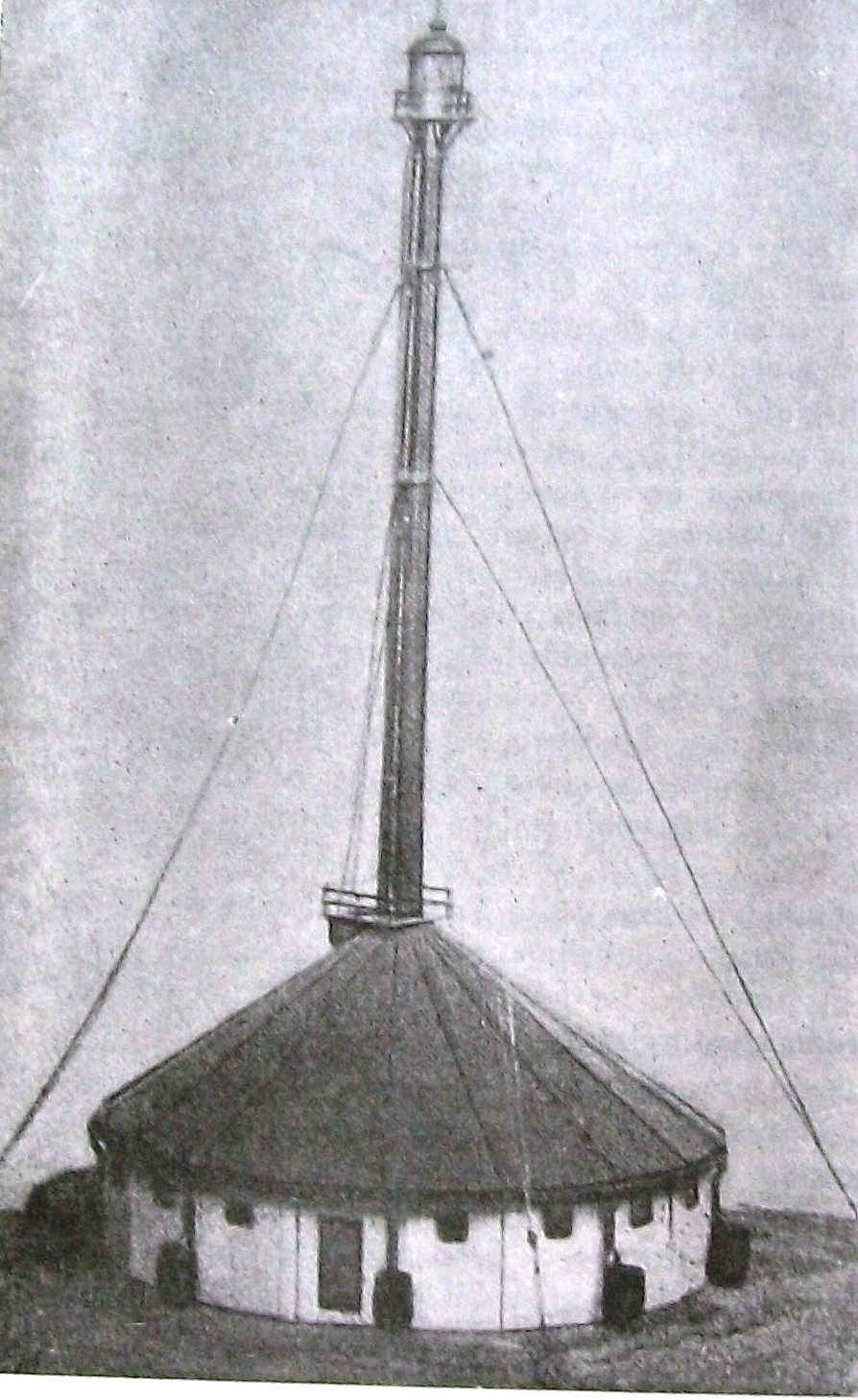
Zdjęcie pierwotnej latarni

Biały drewniany budynek ma szary dach, zwieńczony metalową kulą. Pierwotny budynek miał dwunastokątną podstawę, obecny jest ośmiokątny. Dawniej światło zapewniało osiem lamp olejowych, obecna latarnia jest elektryczna, zasilana energią słoneczną.